# Жислин, Самуил Григорьевич
Самуил Григорьевич Жислин (10 сентября 1898 — 25 сентября 1968) — советский врач-психиатр, исследователь алкоголизма и осложнений связанных с ним, реактивных психозов, шизофрении.

## Биография
О жизни С. Г. Жислина вне его врачебной деятельности известно немного. Известно, что он родился в 10 сентября 1898 года. В 1925 году закончил медицинский факультет МГУ. Около двух лет проработав ассистентом в одном из московских вузов, в 1932 стал заведующим кафедрой психиатрии Воронежского государственного медицинского университета, где в 1935 году в монографии «Об алкогольных психозах» описал синдром отмены у хронических алкоголиков, названный в честь ученого «Синдромом Жислина». Впоследствии заведовал кафедрой в Пермском государственном институте.
Позднее работал в Московском НИИ психиатрии, в котором основал возглавленный им отдел исследований патологий позднего возраста. Известность получило его выражение «патологически изменённая почва», как ряд уже имеющихся органических предрасположенностей, делающих нервную систему уязвимой для внешних факторов. Сам Жислин показывал это на примере реактивных психозов, например, на алкогольном галлюцинозе.
Автор термина «параноид внешней обстановки» («железнодорожный параноид Жислина», 1940).